# أندريه (لاعب كرة قدم)
أندريه هو لاعب كرة قدم برازيلي، ولد في 16 يوليو 2001 في Algodões ‏ في البرازيل.

## وصلات خارجية
- أندريه (لاعب كرة قدم) على موقع قاعدة بيانات كرة القدم.إي يو (الإنجليزية)
- أندريه (لاعب كرة قدم) على موقع ناشيونال فوتبول تيمز (الإنجليزية)
- أندريه (لاعب كرة قدم) على موقع Soccerway.com (الإنجليزية)
- أندريه (لاعب كرة قدم) على موقع عالم كرة القدم.نت (الإنجليزية)